# Zaraza (album DJ-a. B i Szczura)
Zaraza – album studyjny polskiego duetu producenckiego DJ-a. B i Szczura. Wydawnictwo ukazało się 1 listopada 2013 roku nakładem wytwórni muzycznej Step Records. Gościnnie w nagraniach wzięli udział m.in. Hades, Hukos, Cira, Pezet, Juras, Sokół, Ten Typ Mes, Te-Tris i  Pono. W ramach promocji do pochodzących z płyty piosenek „Dom zły”, „Śmierć kliniczna” i „Chore miasto” zostały zrealizowane teledyski.

## Lista utworów
Opracowano na podstawie materiału źródłowego.
1. „Intro”
2. „Chore miasto” (gościnnie: Hades)
3. „Dżuma” (gościnnie: Hukos, Cira)
4. „Ktokolwiek” (gościnnie: Praktis)
5. „Dom zły” (gościnnie: Pezet, Juras, Sokół)
6. „Jak sen” (gościnnie: Małpa)
7. „Ten track” (gościnnie: Diox, DJ Kebs)
8. „Modulators” (DJ.B, DJ Eprom)
9. „Spalnie raioni” (gościnnie: Lwinoje Sierdce, Ligalize)
10. „Pokonać słabość” (gościnnie: Wigor)
11. „Nie jestem tu od pouczania” (gościnnie: Wigor, Juras, Diox, Ten Typ Mes, Te-Tris, Pono)
12. „Śmierć kliniczna” (gościnnie: Medium)
13. „Świt” (gościnnie: W.E.N.A., VNM)